# Кам'янка (притока Синюхи)

Кам'янка — річка у Тальнівському, Новоархангельському районах Черкаської та Кіровоградської областей, права притока Синюхи (басейн Південного Бугу).

## Опис
Довжина річки 20  км., похил річки — 4.1 м/км. Формується з багатьох безіменних струмків та водойм. Площа басейну 136 км².

## Розташування
Кам'янка бере  початок в селі Вишнопіль. Тече на південний схід через села Кам'янече та Свердликове, на околиці якого впадає у річку Синюху, ліву притоку Південного Бугу.